# Brauerei Egg
Die Brauerei Egg, Simma, Kohler GmbH & Co. KG mit Sitz in Egg im Bregenzerwald wurde im Jahr 1894 von ortsansässigen Gastwirten gegründet. Sie ist die letzte noch existierende Bierbrauerei im Bregenzerwald.

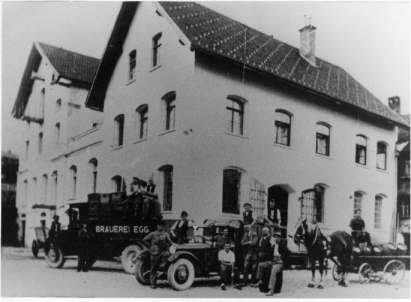
Brauerei Egg (1894)

Die Brauerei hat 31 Mitarbeiter (Stand 2024). Der jährliche Ausstoß beträgt zirka 20.000 Hektoliter Bier und zirka 7.000 Hektoliter Limonade.

## Rechtsstreit um die Marke „Egger Bier“
Als im Spätherbst 1978 die Privatbrauerei Fritz Egger mit Sitz im niederösterreichischen Unterradlberg den Bierabsatz auf das Land Vorarlberg ausdehnte, kam es unter Händlern und Konsumenten zu Verwechslungen zwischen den Produkten beider Hersteller, da sowohl die Brauerei Egg als auch die Privatbrauerei Fritz Egger ihre Biersorten als „Egger Bier“ bzw. „Egger-Bier“ anboten. Daraufhin stellte die Brauerei Egg bei Gericht das Hauptbegehren, der Privatbrauerei Fritz Egger „zu untersagen, im geschäftlichen Verkehr die Bezeichnung Egger-Bier ohne einen unterscheidungsfähigen Zusatz zu verwenden, und das Eventualbegehren, dem Beklagten diese Bezeichnung ohne einen unterscheidungsfähigen Zusatz im Bundesland Vorarlberg zu untersagen“; die Bezeichnung Egger Bier habe „in den beteiligten Verkehrskreisen längst Verkehrsgeltung erlangt“.
Der Oberste Gerichtshof gab schließlich am 30. März 1982 – wie auch die Vorinstanzen – lediglich dem Eventualbegehren der Brauerei Egg statt; das Hauptbegehren wurde mit der Begründung abgewiesen, dass „Egger Bier“ zwar in allen Bezirken Vorarlbergs Verbreitung gefunden, das Verbreitungsgebiet dieses Bieres aber die Grenze des Bundeslandes Vorarlberg nie überschritten habe.

## Geschichte
Das Bierbrauen hat eine starke Tradition im Bregenzerwald. Vor rund 100 Jahren gab es in Vorarlberg noch insgesamt 74 Brauereien, 33 davon im Bregenzerwald. Mittlerweile ist die Brauerei Egg die einzige Brauerei in der Region und vertreibt ihr Biersortiment in ganz Vorarlberg mit dem Schwerpunkt Bregenzerwald. In der Brauerei Egg unter dem Namen „Simma, Kohler & Cie“ wurde am 24. März 1894 das erste Bier gezapft. Durch die Eröffnung der Bregenzerwaldbahn von Bregenz nach Bezau im Jahr 1902 konnte das Bier auch in die Landeshauptstadt und die Umgebung geliefert werden.
Nach dem Zweiten Weltkrieg hielt Bier langsam auch in den Haushalten Einzug und verdrängte den selbst gemachten Most. Das Umfeld änderte sich, kleine Brauereien gab es kaum noch und die größeren schlossen sich zusammen. Das zwang die Brauerei Egg zu Investitionen. Von den ehemals über 30 Brauereien im Bregenzerwald ist die Brauerei in Egg die einzige, die altes Brauhandwerk bis in die Gegenwart gerettet hat.
Seit Anfang 2022 ist die Brauerei Mitglied bei dem „Verein der Unabhängigen Privatbrauereien Österreichs“.
2024 fusionierte die Brauerei Egg mit dem Getränkehersteller Alfi und damit wurde die Belegschaft auf insgesamt 31 Mitarbeiter ausgebaut.

## Rampenverkauf
Die Brauerei Egg bietet ihr Sortiment ab Rampe an – eine Art Lagerverkauf. An der Laderampe werden Bier, Limonade, Fanartikel, das Bier des Monats, Editionen und andere Produkte, die es im Einzelhandel nicht gibt, verkauft. Zudem gibt es auch ein Festservice. Für die Anzahl der Gäste wird die Menge an benötigten Getränken berechnet und die Ausstattung für ein Fest, wie Bierbänke, Sonnenschirme, Kühlmöglichkeiten und Gläser, kann gemietet werden.

## Produkte

### Biere und Biermischgetränke
| Produkt            | Stammwürze [°] | Alkoholgehalt [Vol.-%] | Zusammensetzung                                | Bierart          | Größen                                               |
| ------------------ | -------------- | ---------------------- | ---------------------------------------------- | ---------------- | ---------------------------------------------------- |
| Egger Spezial      | 12,7           | 5,6                    |                                                | Spezialbier      | 0,5 l MW, Keg 15, 25, 50 l, Festbiertank 500, 1000 l |
| Egger Wälder       | 12,7           | 5,6                    |                                                | Spezialbier      | 0,33 l MW                                            |
| Egger Keller       | 12,7           | 5,6                    |                                                | Kellerbier       | 0,33 l MW                                            |
| Egger Pils         | 11,4           | 5,1                    |                                                | Pilsbier         | 0,33 l MW                                            |
| Egger Dunkel       | 12,4           | 4,9                    |                                                | Dunkelbier       | 0,33 l MW                                            |
| Egger Bock         | 16,4           | 7,5                    |                                                | Bockbier         | 0,33 l MW (nur Ostern und Weihnachten)               |
| Egger Radler sauer | 6,8            | 3,1                    | 60 % Egger Pils und 40 % Tafelquellwasser      | Biermischgetränk | 0,33, 0,5 l MW                                       |
| Egger Hit Radler   | 6,8            | 2,0                    | Egger Spezial und Egger Hit (Zitronenlimonade) | Biermischgetränk | 0,33 0,5 l MW                                        |
| Egger IPA          | 14,5           | 5,3                    |                                                | India Pale Ale   | 0,33 l MW                                            |

(MW = Mehrweg)
Im September 2022 wurde das Kellerbier der Brauerei Egg in München beim European Beer Star Award mit Gold ausgezeichnet.

### Limonaden und andere Getränke
- Egger Orange (0,33 l)
- Egger Apfel (0,33 l)
- Egger Hit (0,33 l)
- Egger Hit gespritzt (0,5 l)
- Egger Holder (0,33 l)
- Egger Johann (0,33 l)
- Egger Cola Mix (0,33 l)
- Egger ACE (Orangen-Pfirsich-Karotten-Limonade, 0,33 l)
- Egger ACE gespritzt (Orangen-Pfirsich-Karotten-Limonade, 0,5 l)
- Egger Cola (0,33 l)[17]